# Fritz Bermann, Bronzewarenerzeuger und Zieseleur
Die Kunstgießerei Fritz Bermann, Bronzewarenerzeuger und Zieseleur GmbH ist eine Manufaktur für Wiener Bronzen, die seit der Biedermeierzeit in Wien produziert. 
Mathias Bermann gründete im Jahre 1850 in Hernals bei Wien den Betrieb. Er begann mit der Erzeugung von Pfeifenbeschlägen und ging dann über zu Tierfiguren aus Bronze. Bei der Weltausstellung im Jahre 1873 wurde ihm für seine Erzeugnisse ein Anerkennungsdiplom verliehen. Als Fritz Bermann, Absolvent der Wiener Kunstgewerbeschule, 1927 den Betrieb übernahm, ließ er nach eigenen Entwürfen in Zusammenarbeit mit Wiener Bildhauern und Modelleuren unzählige Modelle entstehen. Während des II. Weltkrieges überlebten die Modelle unbeschädigt im Keller des Hauses, das vollständig zerstört wurde. Nach dem Wiederaufbau wurde die Erzeugung fortgesetzt.